# 科代罗波利斯
科代罗波利斯是巴西圣保罗州的一个市镇。总面积137.337平方公里，总人口20734人，人口密度151人/平方公里。